# 行木瀬声
 行木 瀬声（なめき せな、2004年2月7日 - ）は、日本の子役である。
ヒラタビーンズ所属。

## 出演

### テレビドラマ
- 名前をなくした女神（2011年、フジテレビ）- 青木恵那 役
- 春のヒューマンドラマSP「奇跡のホスピス」（2012年3月28日、毎日放送) - 小池直人 役

### CM
- モスバーガー
- バンダイ、キャラデコ「スペシャルデー」「クリスマス2010」
- パナソニック、エコナビ「2011秋冬」

### MV
- 吉田山田『約束のマーチ』（2011年7月27日）